# Blå daggmask
Blå daggmask (Octolasion cyaneum) är en ringmaskart som först beskrevs av Savigny 1826.  Blå daggmask ingår i släktet Octolasion och familjen daggmaskar. Arten är reproducerande i Sverige. Inga underarter finns listade i Catalogue of Life.